# Dania na Zimowych Igrzyskach Olimpijskich Młodzieży 2012
Danię na Zimowych Igrzyskach Olimpijskich Młodzieży 2012, które odbywały się w Innsbrucku reprezentowało 5 zawodników.

## Skład reprezentacji Danii

### Biegi narciarskie
Chłopcy
| Zawodnik     | Konkurencja   | Kwalifikacje | Kwalifikacje | Ćwierćfinał   | Ćwierćfinał   | Półfinał      | Półfinał      | Finał           | Finał           |
| Zawodnik     | Konkurencja   | Wynik        | Miejsce      | Wynik         | Miejsce       | Wynik         | Miejsce       | Wynik           | Miejsce         |
| ------------ | ------------- | ------------ | ------------ | ------------- | ------------- | ------------- | ------------- | --------------- | --------------- |
| Eirik Stonor | Sprint        | 2:01.59      | 44.          | Nie awansował | Nie awansował | Nie awansował | Nie awansował | Nie awansował   | Nie awansował   |
| Eirik Stonor | Bieg na 10 km |              |              |               |               |               |               | Nie wystartował | Nie wystartował |

Dziewczęta
| Zawodnik         | Konkurencja  | Kwalifikacje | Kwalifikacje | Ćwierćfinał    | Ćwierćfinał    | Półfinał       | Półfinał       | Finał          | Finał          |
| Zawodnik         | Konkurencja  | Wynik        | Miejsce      | Wynik          | Miejsce        | Wynik          | Miejsce        | Wynik          | Miejsce        |
| ---------------- | ------------ | ------------ | ------------ | -------------- | -------------- | -------------- | -------------- | -------------- | -------------- |
| Caroline Carlsen | Sprint       | 2:28.11      | 39.          | Nie awansowała | Nie awansowała | Nie awansowała | Nie awansowała | Nie awansowała | Nie awansowała |
| Caroline Carlsen | Bieg na 5 km |              |              |                |                |                |                | 20:04.8        | 37.            |

### Łyżwiarstwo szybkie
Chłopcy
| Zawodnik           | Konkurencja | Finał   | Miejsce |
| ------------------ | ----------- | ------- | ------- |
| Philip Due Schmidt | 3000 m      | 4:39.71 | 14.     |
| Philip Due Schmidt | Bieg masowy | 7:28.75 | 17.     |

### Narciarstwo alpejskie
Chłopcy
| Zawodnik       | Konkurencja     | Wyniki  | Wyniki       | Wyniki       | Wyniki       |
| Zawodnik       | Konkurencja     | Runda 1 | Runda 2      | Razem        | Miejsce      |
| -------------- | --------------- | ------- | ------------ | ------------ | ------------ |
| Frederik Bigom | Slalom          | 47.45   | Nie ukończył | Nie ukończył | Nie ukończył |
| Frederik Bigom | Slalom gigant   | 1:03.07 | 58.87        | 2:01.94      | 27.          |
| Frederik Bigom | Supergigant     |         |              | Nie ukończył | Nie ukończył |
| Frederik Bigom | Superkombinacja | 1:08.69 | 43.59        | 1:52.28      | 27.          |

Dziewczęta
| Zawodniczka  | Konkurencja     | Wyniki  | Wyniki  | Wyniki        | Wyniki        |
| Zawodniczka  | Konkurencja     | Runda 1 | Runda 2 | Razem         | Miejsce       |
| ------------ | --------------- | ------- | ------- | ------------- | ------------- |
| Julie Faarup | Slalom          | 53.20   | 49.14   | 1:42.34       | 25.           |
| Julie Faarup | Slalom gigant   | 1:09.41 | 1:09.56 | 2:18.97       | 37.           |
| Julie Faarup | Supergigant     |         |         | Nie ukończyła | Nie ukończyła |
| Julie Faarup | Suberkombinacja | 1:13.34 | 48.09   | 2:01.43       | 26.           |